# Lyctus cavicollis
Lyctus cavicollis es una especie de escarabajo de la pólvora del género Lyctus, categorizada en la tribu Lyctini, de la familia Bostrichidae. Fue descrita por LeConte en 1866.

## Distribución
Se distribuye por Europa: Austria, Alemania, Suiza, Reino Unido, América del Norte: Estados Unidos de América y Oceanía: Australia.